# Clepsydrops
Clepsydrops is een geslacht van uitgestorven synapsiden uit het vroege Laat-Carboon, dat verwant was aan Archaeothyris. De naam betekent 'zandloperverschijning' (Grieks klepsydra = 'zandloper' en Grieks oops = 'oog, gezicht, uiterlijk').
Edward Drinker Cope benoemde in 1875 de typesoort Clepsydrops collettii. De geslachtsnaam verwijst naar de vorm van de dwarsdoorsnede van de wervels. De soortaanduiding eert geoloog John Collett.
Het holotype FMNH UC 6530 is gevonden bij de Vermillion River, bij Danville, Vermilion County, Illinois in een laag van de Mcleansboroformatie. Het bestaat uit een partij wervels.
In 1877 benoemde Cope een Clepsydrops pedunculatus op basis van holotype UC 6534 en een Clepsydrops vinslovii op basis van holotype FMNH UC 6532, alles bestaande uit wervels. Aan de laatste soort werden echter ook botten van de ledematen toegewezen.
Synapsida is de groep (of clade) die zoogdieren omvat, maar de term wordt voornamelijk gebruikt om te verwijzen naar de vroegste leden. Net als veel andere vroege landbewonende amnioten, had het waarschijnlijk een dieet van insecten en kleinere dieren. Het legde waarschijnlijk eieren op het land in plaats van in het water, zoals de meeste amniotische tetrapoden deden.
Een paleobiologisch inferentiemodel voor het dijbeen suggereert een landbewonende levensstijl voor Clepsydrops, wat betreft zijn recentere verwant Ophiacodon. Dit komt overeen met zijn vrij dunne, compacte cortex. Zijn kaken waren iets geavanceerder dan die van andere vroege amniote tetrapoden zoals Paleothyris en Hylonomus.